# Tom Ransley
Thomas Ransley, detto Tom (Ashford, 6 settembre 1985), è un canottiere britannico, vincitore della medaglia d'oro nell'8 con a Rio de Janeiro 2016.

## Palmarès
- Giochi olimpici

Londra 2012: bronzo nell'8.
Rio de Janeiro 2016: oro nell'8.
- Mondiali

Lago Karapiro 2010: argento nell'8.
Bled 2011: argento nell'8.
Chungju 2013: oro nell'8.
Amsterdam 2014: oro nell'8.
Aiguebelette-le-Lac 2015: bronzo nel 4 senza.
Plovdiv 2018: bronzo nell'8.
- Europei

Poznan 2015: oro nel 4 senza.
Brandenburgo 2016: bronzo nell'8.